# Zdeněk Kukal ml.
Zdeněk Kukal (* 25. září 1963 Praha) je český geograf, publicista a tvůrce originálního cestovního konceptu – kololodi.
V roce 1987 vystudoval ekonomickou a regionální geografii na Univerzitě Karlově v Praze, kde nyní pravidelně vystupuje jako expert. Pracoval v Encyklopedickém institutu ČSAV a v n. p. Komenium.
V roce 1990 založil Cestovní kancelář Geotour, jednu z prvních soukromých cestovních kanceláří v Československu. Společně s Bohumilem Hájem et al. připravil a vydává původní mapy jadranských ostrovů a pobřeží. Angažuje se v Občanské iniciativě Česko/Czechia.
Je synem geologa Zdeňka Kukala.